# Heer Bommel en de andere wereld
Heer Bommel en de andere wereld (in boekuitgaven/spraakgebruik verkort tot De andere wereld) is een verhaal uit de Bommelsaga, geschreven en getekend door Marten Toonder. Het verhaal verscheen voor het eerst op 17 april 1979 en liep tot 11 juli 1979. Het thema is de vluchtelingenproblematiek. 

## Achtergronden

### Boekenweekgeschenk
Het verhaal werd in 1982 voor het eerst in boekvorm uitgegeven, toen Marten Toonder het koos als Boekenweekgeschenk voor dat jaar. Het thema van deze Boekenweek was: 'Boeken blijven'. Voor de 300.000 boekenweekgeschenken schreef Marten Toonder een aparte inleiding met eveneens het nu dus dubbele nummer 0414. Heer Bommel heeft hier kennis kunnen nemen van De hut van Oom Tom en Alleen op de wereld. Joost heeft  Het slot van Franz Kafka tot zich genomen, dat hij niet zo boeiend vond met een onbevredigend einde. Heer Bommel vindt dat men met boeken niet boven zijn stand moet leven.

### Tijdreis/samenvatting
In het verhaal wordt een tijdreis gemaakt. Er zit in verband daarmee een opzettelijke doublure in het verhaal.

### Vermeende misdruk
In de boekenweekuitgave waren, vanwege een majeure verhaalovergang, tussen strip 0417 en 0418 twee blanco pagina's ingelast. Boekhandelaars werden daardoor geconfronteerd met klanten die wegens een vermeende "misdruk" hun exemplaar van het boekenweekgeschenk wilden komen ruilen.

### Roofdruk
In 1985, de periode van de Sandinistische Revolutie in Nicaragua, verscheen een van de bekendere Bommel-roofdrukken op basis van dit verhaal: Heer Bommel in Nicaragua, waarvan de opbrengst naar projecten in dat land ging.

## Hoorspel
- De andere wereld in het Bommelhoorspel